# Leichtathletik-Europameisterschaften 2006/Weitsprung der Männer

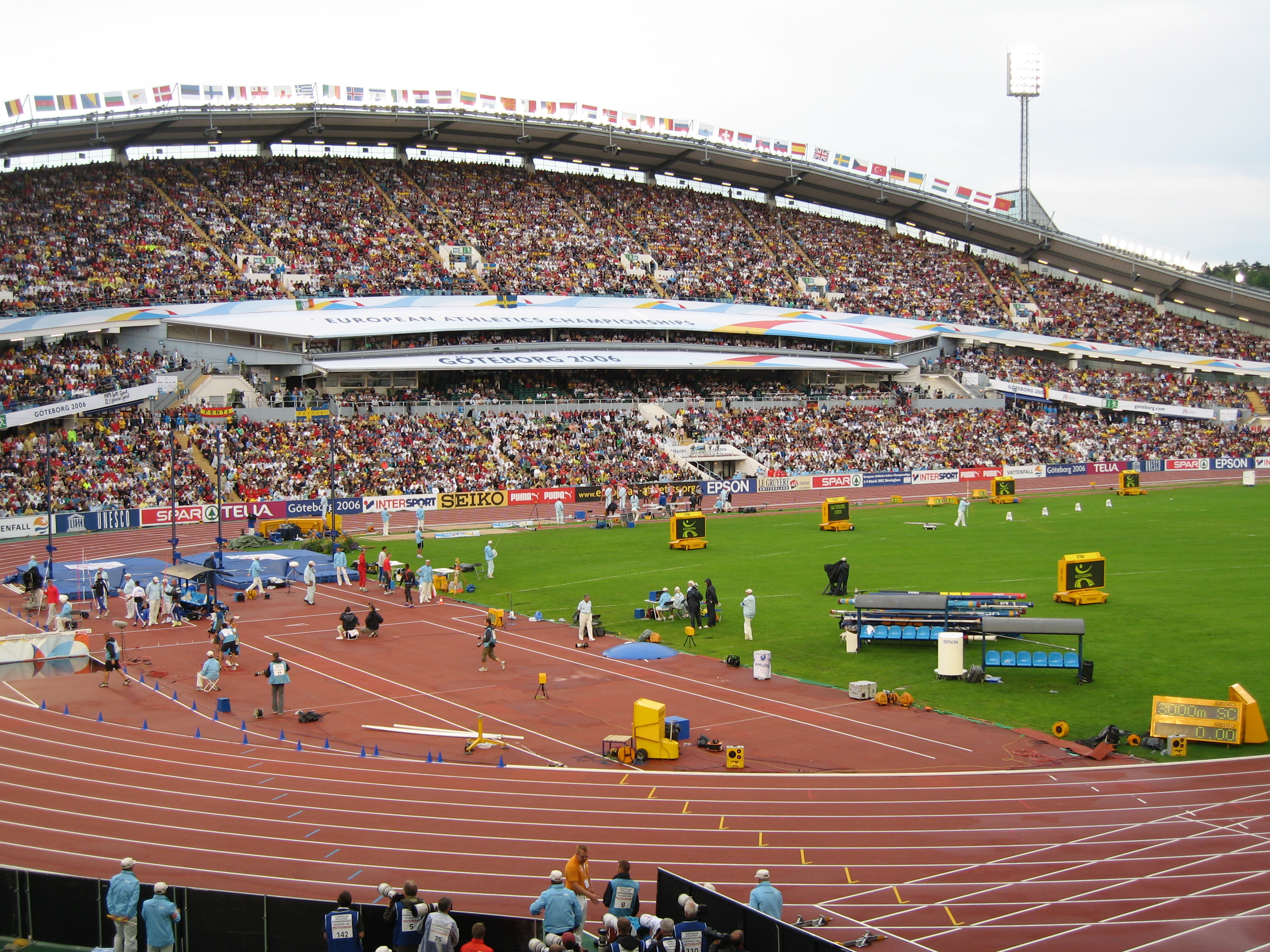
Das Ullevi-Stadion in Göteborg während der Europameisterschaften 2006

Der Weitsprung der Männer bei den Leichtathletik-Europameisterschaften 2006 wurde am 7. und 8. August 2006 im Ullevi-Stadion der schwedischen Stadt Göteborg ausgetragen.
Europameister wurde der Italiener Andrew Howe. Er gewann vor dem Briten Greg Rutherford. Bronze ging an den ukrainischen Titelverteidiger Oleksij Lukaschewytsch.

## Bestehende Rekorde
| Weltrekord           | 8,95 m | Mike Powell    | WM Tokio, Japan                          | 30. August 1991 |
| Europarekord         | 8,86 m | Robert Emmijan | Zaghkadsor, Sowjetunion (heute Armenien) | 22. Mai 1987    |
| Meisterschaftsrekord | 8,41 m | Robert Emmijan | EM Stuttgart, BR Deutschland             | . August 1986   |

Der bestehende EM-Rekord wurde bei diesen Europameisterschaften nicht erreicht. Die größte Weite erzielte der spätere Europameister Andrew Howe aus Italien in Qualifikationsgruppe B bei Windstille mit 8,33 m, womit er acht Zentimeter unter dem Rekord blieb. Zum Europarekord fehlten ihm 53, zum Weltrekord 62 Zentimeter.

## Windbedingungen
In den folgenden Ergebnisübersichten sind die Windbedingungen zu den jeweiligen Sprüngen mitbenannt. Der erlaubte Grenzwert liegt bei zwei Metern pro Sekunde. Bei stärkerer Windunterstützung wird die Weite für den Wettkampf gewertet, findet jedoch keinen Eingang in Rekord- und Bestenlisten.

## Legende
Kurze Übersicht zur Bedeutung der Symbolik – so üblicherweise auch in sonstigen Veröffentlichungen verwendet:
| DNS | nicht am Start (did not start) |
| NM  | keine Weite (no mark)          |
| ogV | ohne gültigen Versuch          |
| –   | verzichtet                     |
| x   | ungültig                       |

## Qualifikation
10. August 2006, 18:15 Uhr
27 Wettbewerber traten in zwei Gruppen zur Qualifikationsrunde an. Sieben von ihnen (hellblau unterlegt) übertrafen die Qualifikationsweite für den direkten Finaleinzug von 7,95 m. Damit war die Mindestzahl von zwölf Finalteilnehmern nicht erreicht. Das Finalfeld wurde mit den fünf nächstplatzierten Sportlern (hellgrün unterlegt) auf zwölf Springer aufgefüllt. So reichten für die Finalteilnahme schließlich 7,85 m.

### Gruppe A

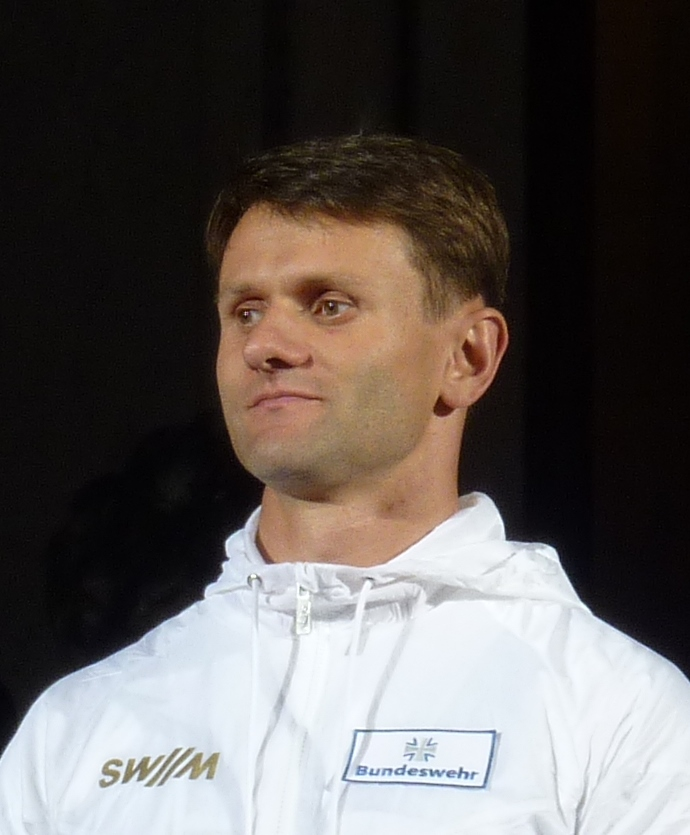
Mit 7,36 m blieb Oliver Koenig weit unter Wert und schied aus

| Platz | Name                   | Nation         | Bestweite (m) Wind (m/s) | 1. Versuch (m) Wind (m/s) | 2. Versuch (m) Wind (m/s) | 3. Versuch (m) Wind (m/s) |
| 1     | Wiktor Kusnjezow       | Ukraine        | 8,25 w / +2,5            | 8,25 / +2,5               | –                         | –                         |
| 2     | Loúis Tsátoumas        | Griechenland   | 8,0900 / −0,3            | 8,09 / −0,3               | –                         | –                         |
| 3     | Greg Rutherford        | Großbritannien | 8,0700 / +1,0            | 8,07 / +1,0               | –                         | –                         |
| 4     | Nelson Évora           | Portugal       | 7,93 w / +2,1            | x                         | 7,88 / +1,7               | 7,93 / +2,1               |
| 5     | Salim Sdiri            | Frankreich     | 7,8700 / +1,4            | 7,65 / +1,5               | x                         | 7,87 / +1,4               |
| 6     | Ruslan Gataullin       | Russland       | 7,8500 / +0,1            | 7,80 / −0,4               | x                         | 7,85 / +0,1               |
| 7     | Dmytro Bilotserkivskyy | Ukraine        | 7,8300 / +2,0            | x                         | x                         | 7,83 / +2,0               |
| 8     | Artūrs Āboliņš         | Lettland       | 7,7700 / +1,2            | 7,77 / +1,2               | x                         | 7,38 / +0,7               |
| 9     | Nicola Trentin         | Italien        | 7,6600 / +0,5            | 7,65 / +1,0               | 7,61 / +1,5               | 7,66 / +0,5               |
| 10    | Vytautas Seliukas      | Litauen        | 7,5800 / +1,5            | 7,45 / +0,9               | 7,58 / +1,5               | x                         |
| 11    | Admir Bregu            | Albanien       | 7,5300 / +1,2            | x                         | 7,17 / +0,6               | 7,53 / +1,2               |
| 12    | Morten Jensen          | Dänemark       | 7,4200 / +1,9            | 7,34 / +0,6               | 7,42 / +1,9               | x                         |
| 13    | Oliver Koenig          | Deutschland    | 7,3600 / +0,3            | x                         | 7,36 / +0,3               | 7,31 / +0,1               |
| DNS   | Danut Simion           | Rumänien       |                          |                           |                           |                           |

### Gruppe B

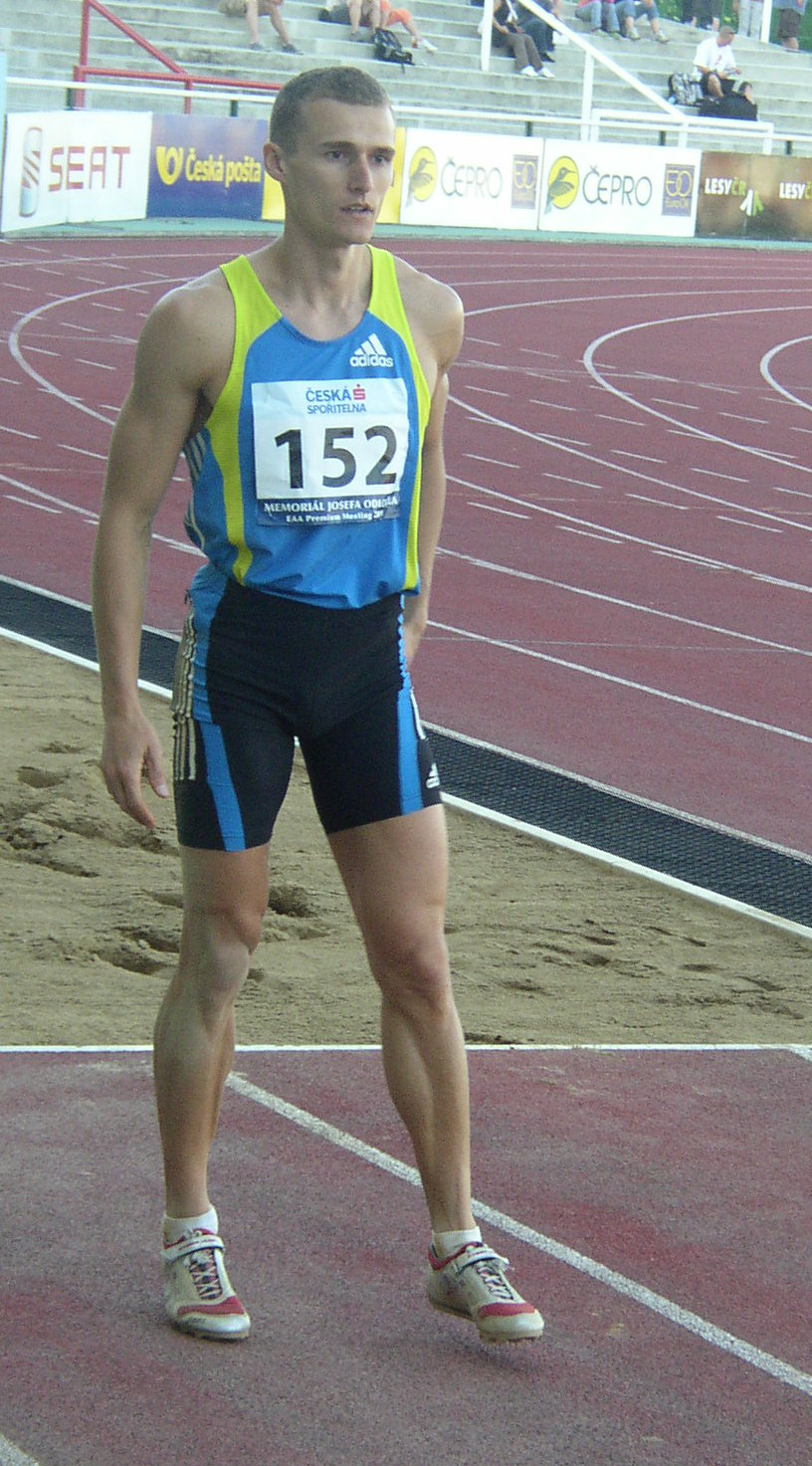
Marcin Starzak fehlten mit seinen 7,73 m zwölf Zentimeter zur Finalteilnahme
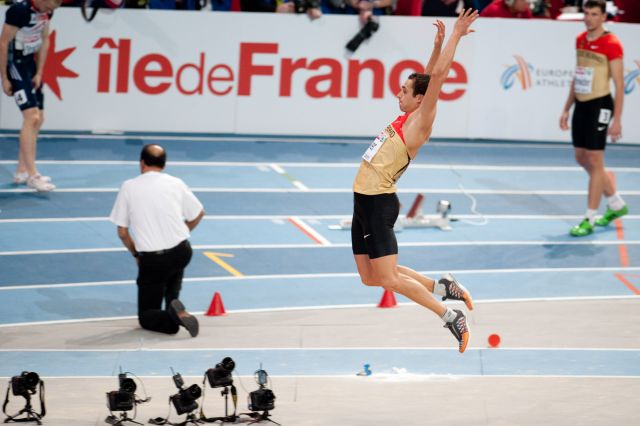
7,66 m waren für Sebastian Bayer deutlich zu kurz, um im Finale dabei zu sein

| Platz | Name                   | Nation         | Bestweite (m) Wind (m/s) | 1. Versuch (m) Wind (m/s) | 2. Versuch (m) Wind (m/s) | 3. Versuch (m) Wind (m/s) |
| 1     | Andrew Howe            | Italien        | 8,3300 / ±0,0            | 7,33 / +1,4               | 8,33 / ±0,0               | –                         |
| 2     | Oleksij Lukaschewytsch | Ukraine        | 8,0600 / +0,9            | 8,06 / +0,9               | –                         | –                         |
| 3     | Astérios Noúsios       | Griechenland   | 7,9700 / +1,8            | 7,9700 / +1,8             | –                         | –                         |
| 4     | Christopher Tomlinson  | Großbritannien | 7,9500 / +0,4            | 7,79 / −0,3               | 7,95 / +0,4               | –                         |
| 5     | Nathan Morgan          | Großbritannien | 7,9400 / +0,3            | 7,94 / +0,3               | 7,93 / +1,7               | –                         |
| 6     | Kafétien Gomis         | Frankreich     | 7,9400 / −0,2            | 7,89 / −0,7               | x                         | 7,94 / −0,2               |
| 7     | Dmitri Sapinski        | Russland       | 7,8400 / ±0,0            | x                         | x                         | 7,84 / ±0,0               |
| 8     | Joan Lino Martínez     | Spanien        | 7,83 w / +2,1            | 7,65 / +0,5               | 7,83 / +2,1               | x                         |
| 9     | Bogdan Tudor           | Rumänien       | 7,7600 / +0,2            | 7,76 / +0,5               | 7,76 / +0,2               | 7,69 / +0,3               |
| 10    | Marcin Starzak         | Polen          | 7,7300 / +0,8            | x                         | 7,67 / −0,4               | 7,73 / +0,8               |
| 11    | Sebastian Bayer        | Deutschland    | 7,6600 / −1,4            | x                         | 4,17 / +1,4               | 7,66 / −1,4               |
| 12    | Nikolai Atanasov       | Bulgarien      | 7,2400 / +0,5            | 7,24 / +0,5               | x                         | x                         |
| 13    | Jan Žumer              | Slowenien      | 6,0100 / +0,4            | x                         | 6,01 / +0,4               | –                         |
| NM    | Ivan Pucelj            | Kroatien       | ogV                      | x                         | x                         | x                         |

## Finale
8. August 2006, 17:25 Uhr
| Platz | Name                   | Nation         | Resultat (m) Wind (m/s) | 1. Versuch (m) Wind (m/s) | 2. Versuch (m) Wind (m/s) | 3. Versuch (m) Wind (m/s) | 4. Versuch (m) Wind (m/s)                | 5. Versuch (m) Wind (m/s)                | 6. Versuch (m) Wind (m/s)                |
| 1     | Andrew Howe            | Italien        | 8,2000 / +0,9           | 8,12 / −1,1               | 8,20 / +0,9               | 8,04 / −0,2               | 8,19 / +2,4                              | x                                        | 8,13 / +0,4                              |
| 2     | Greg Rutherford        | Großbritannien | 8,1300 / +1,0           | 5,34 / −2,2               | 8,03 / +0,7               | –                         | x                                        | 7,78 / +1,0                              | 8,13 / +1,0                              |
| 3     | Oleksij Lukaschewytsch | Ukraine        | 8,1200 / +1,5           | 7,73 / −2,8               | 7,77 / −1,0               | 8,04 / +0,1               | x                                        | 8,12 / +1,5                              | x                                        |
| 4     | Wiktor Kusnjezow       | Ukraine        | 7,9600 / +1,2           | 7,96 / +1,2               | 7,60 / +0,6               | 7,52 / +0,3               | 7,58 / +1,8                              | –                                        | –                                        |
| 5     | Kafétien Gomis         | Frankreich     | 7,93 w / +2,3           | 7,59 / −0,6               | 7,91 / +0,3               | 7,24 / ±0,0               | x                                        | 7,93 / +2,3                              | x                                        |
| 6     | Nelson Évora           | Portugal       | 7,9100 / +1,7           | 7,65 / −2,2               | 7,74 / −0,3               | 7,74 / +0,8               | 7,80 / +1,5                              | 7,91 / +1,7                              | 7.90 / ±0,0                              |
| 7     | Ruslan Gataullin       | Russland       | 7,9100 / +1,4           | 7,74 / −1,5               | 7,74 / −0,2               | 7,80 / +0,3               | x                                        | x                                        | 7,91 / +1,4                              |
| 8     | Loúis Tsátoumas        | Griechenland   | 7,8400 / +0,6           | x                         | x                         | 7,84 / +0,6               | x                                        | x                                        | x                                        |
| 9     | Christopher Tomlinson  | Großbritannien | 7,7400 / −0,1           | x                         | 7,61 / +0,1               | 7,74 / −0,1               | nicht im Finale der besten acht Springer | nicht im Finale der besten acht Springer | nicht im Finale der besten acht Springer |
| 10    | Salim Sdiri            | Frankreich     | 7,6900 / −0,9           | 7,69 / −0,9               | x                         | 7,44 / +1,4               | nicht im Finale der besten acht Springer | nicht im Finale der besten acht Springer | nicht im Finale der besten acht Springer |
| 11    | Nathan Morgan          | Großbritannien | 7,6500 / +0,5           | 7,57 / −2,9               | x                         | 7,65 / +0,5               | nicht im Finale der besten acht Springer | nicht im Finale der besten acht Springer | nicht im Finale der besten acht Springer |
| 12    | Astérios Noúsios       | Griechenland   | 7,3400 / −0,8           | 7,34 / −0,8               | x                         | x                         | nicht im Finale der besten acht Springer | nicht im Finale der besten acht Springer | nicht im Finale der besten acht Springer |

Andrew Howe war schon vor den Europameisterschaften allgemein favorisiert worden und überzeugte in der Qualifikation mit der besten Weite von 8,33 m. Im Finale musste er nicht seine ganzen Fähigkeiten abrufen, um vor dem jungen Briten Greg Rutherford zu gewinnen. Titelverteidiger Olexij Lukaschewytsch gewann die Bronzemedaille. Nur diese drei Springer konnten die Acht-Meter-Marke übertreffen. In München 2002 war dies sogar nur zwei Springern gelungen.

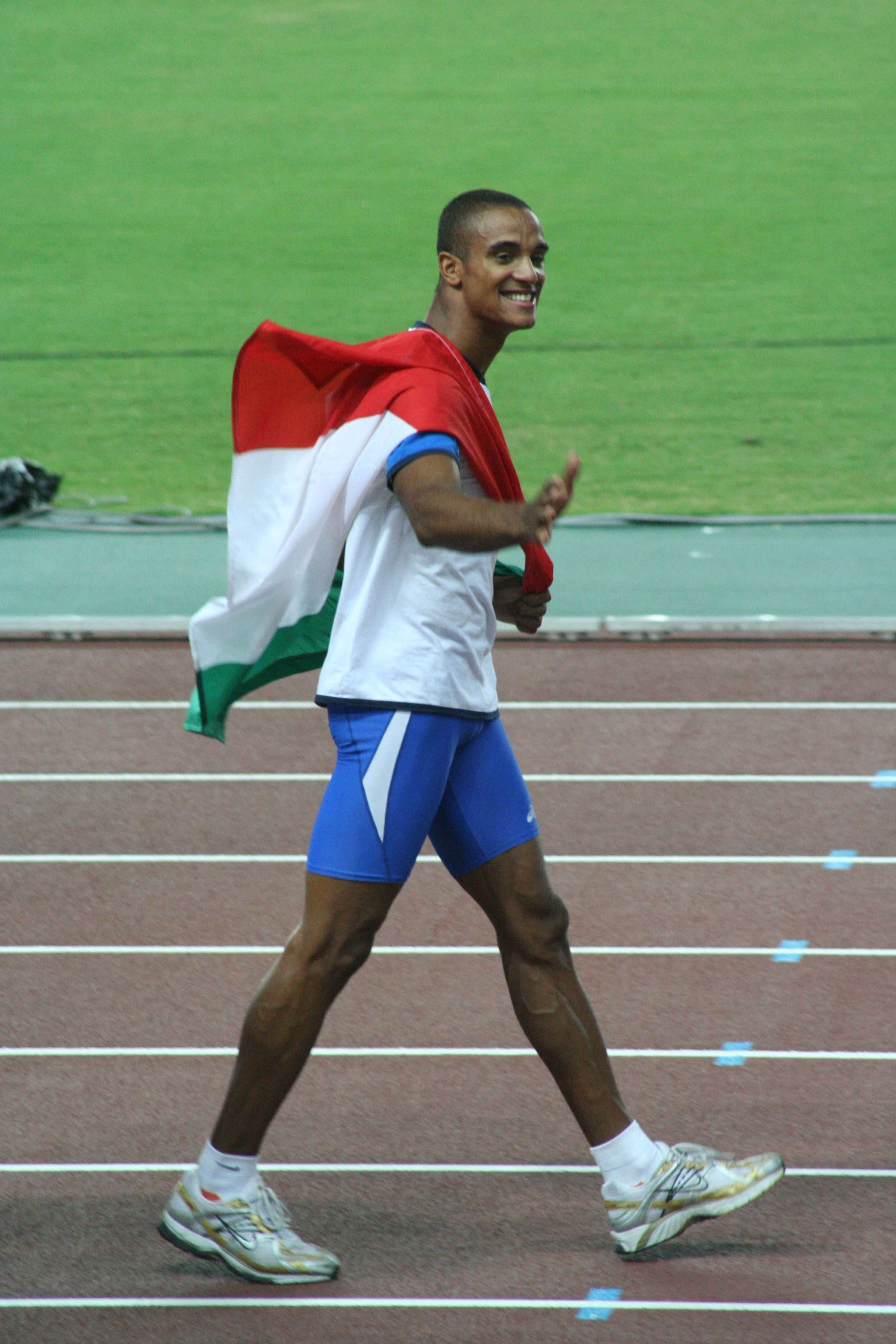
Europameister Andrew Howe – 2007 wurde er Vizeweltmeister
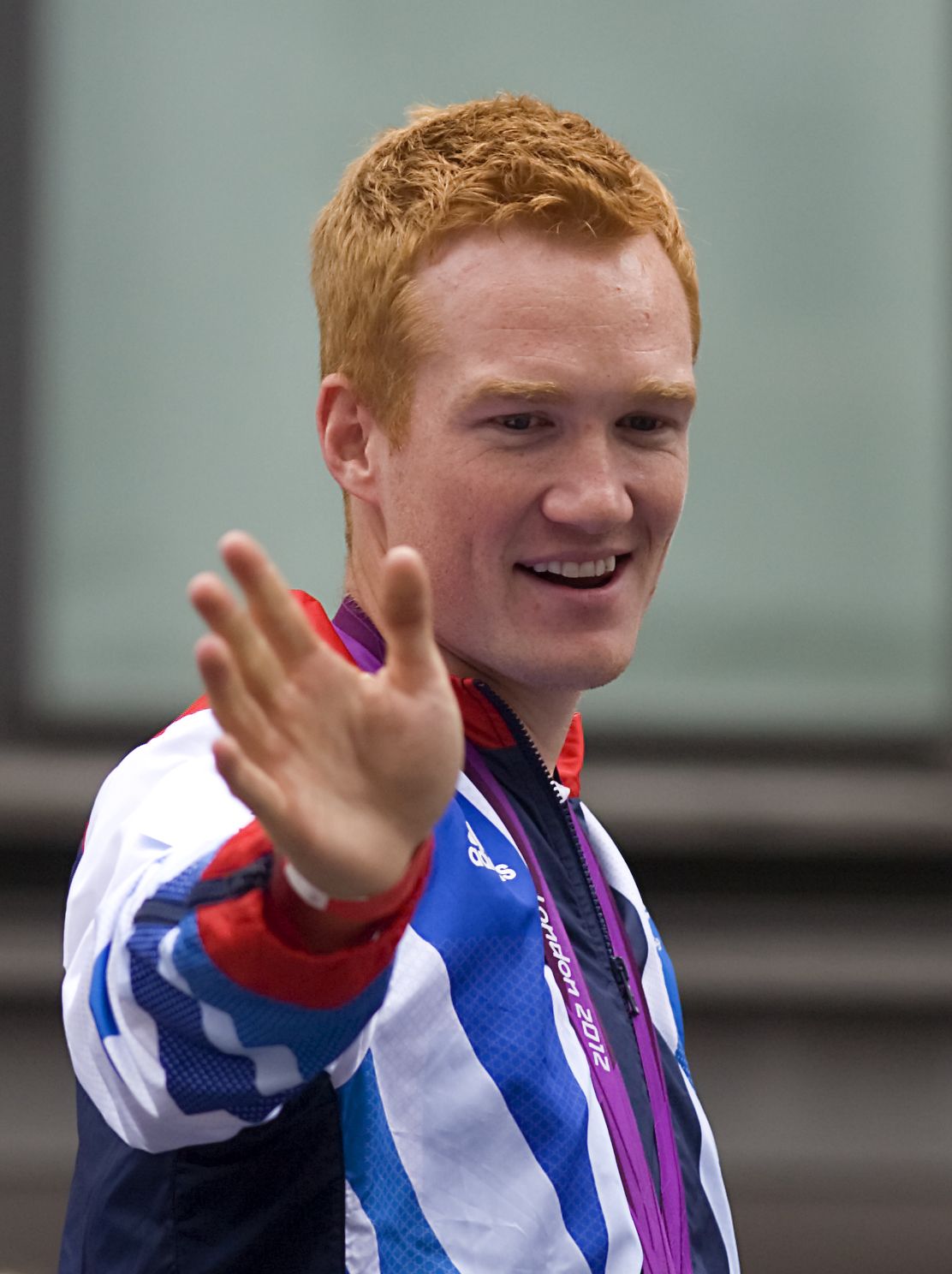
Vizeeuropameister Greg Rutherford – später wurde er unter anderem Olympiasieger (2012), Weltmeister (2015) und zweifacher Europameister (2014/2016)
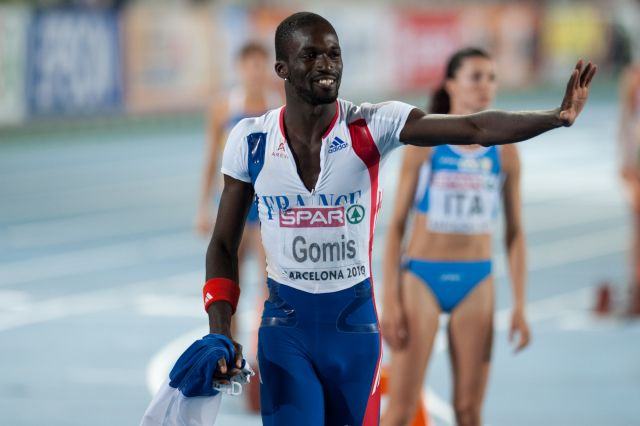
Kafétien Gomis erreichte Platz fünf
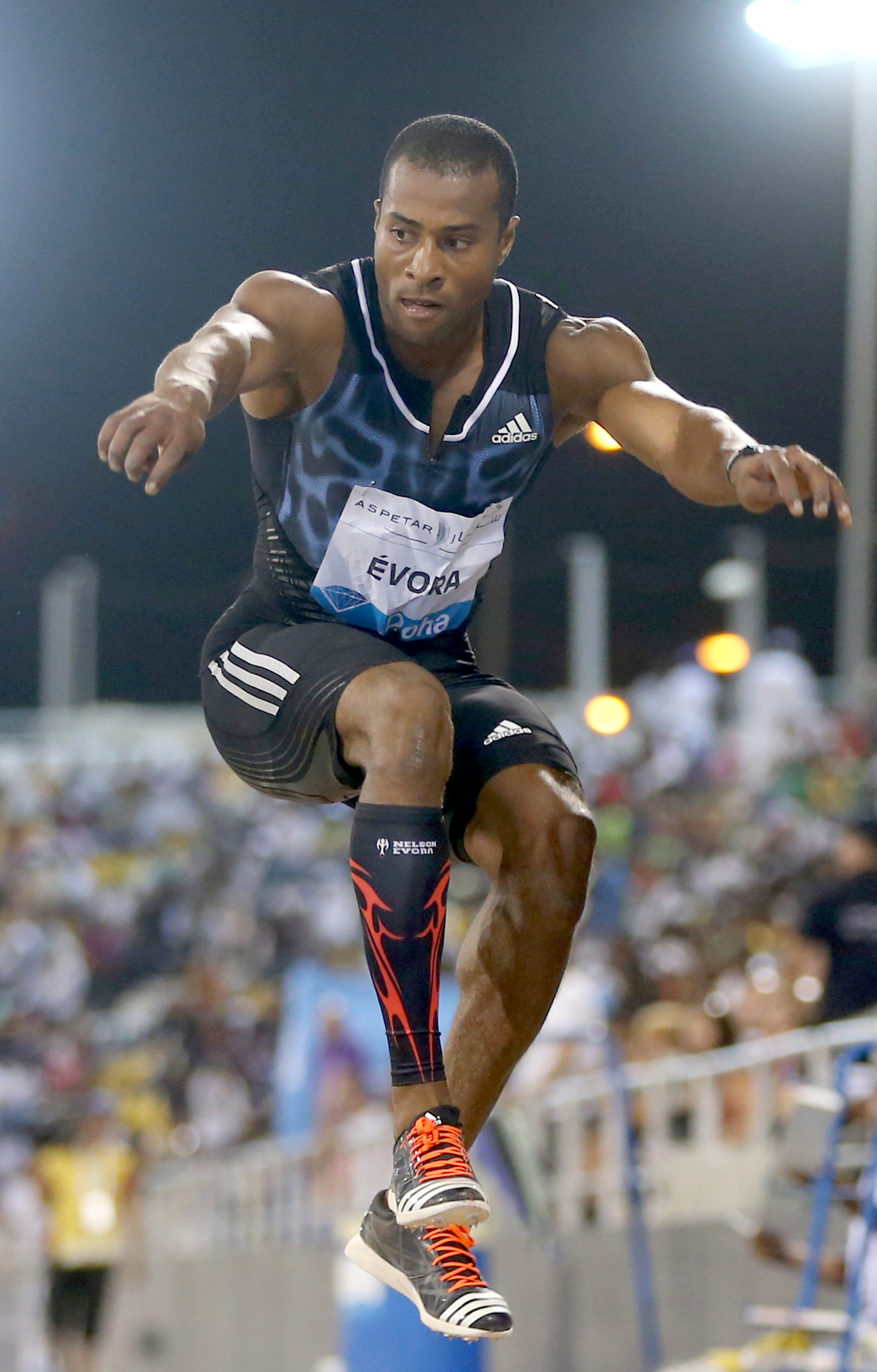
Nelson Évora kam auf den sechsten Platz – er war später unter anderem als Olympiasieger 2008 und Weltmeister 2007 im Dreisprung noch deutlich erfolgreicher

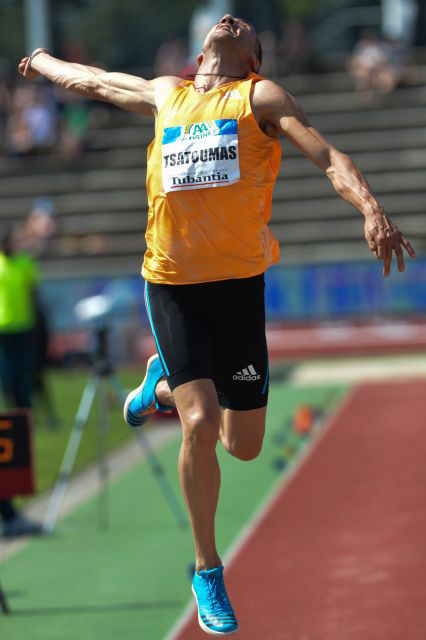
Loúis Tsátoumas belegte Rang acht
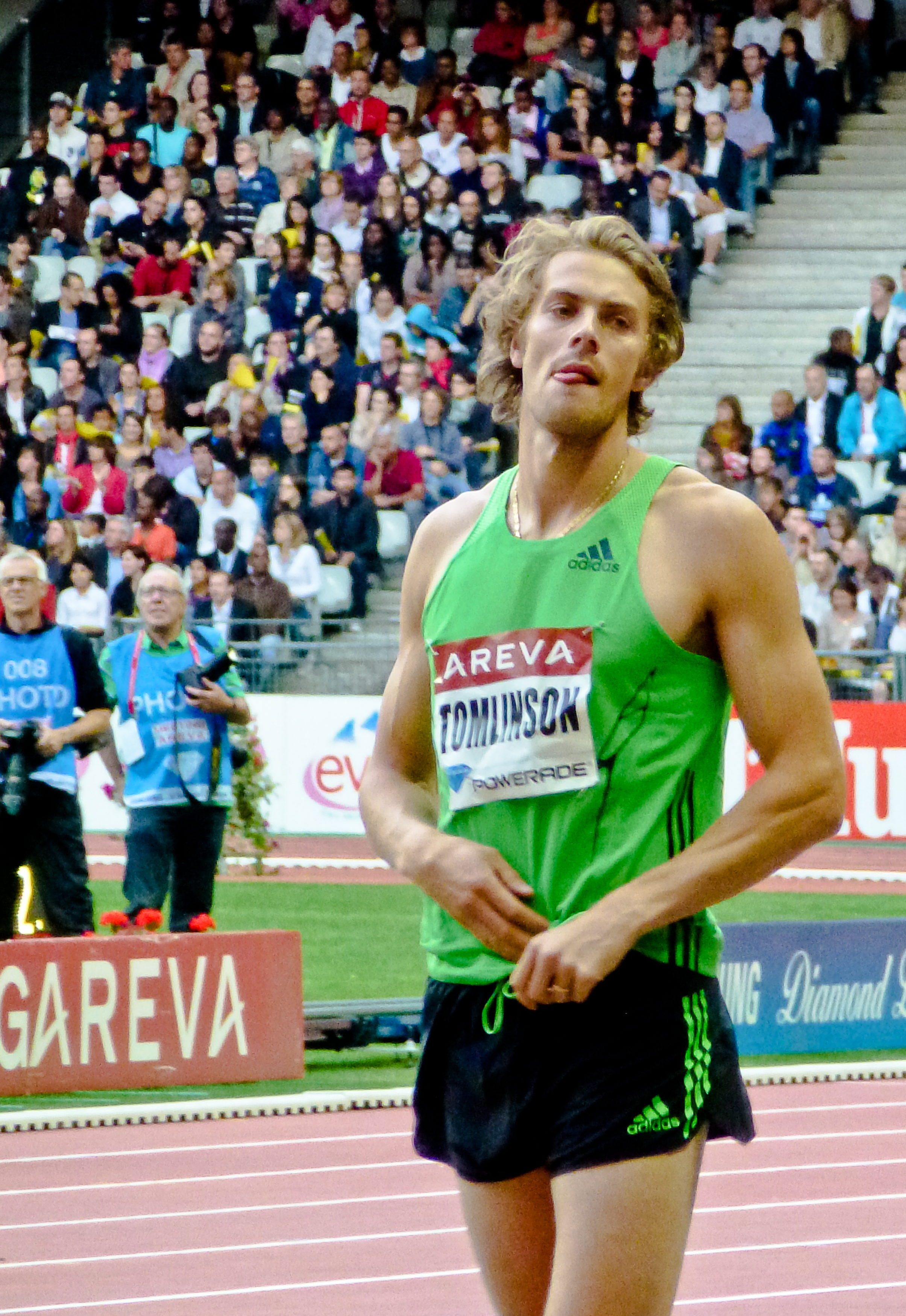
Christopher Tomlinson – 2002 auf Rang sechs – wurde Neunter
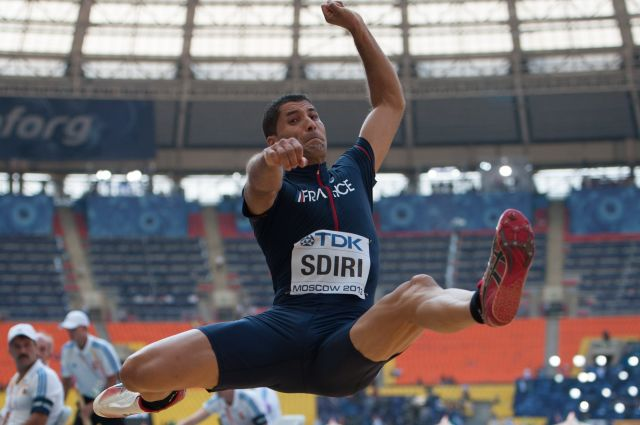
Der zehntplatzierte Salim Sdiri

## Videolink
- 2006 European Championships Men's Long Jump - 1st Andrew Howe, youtube.com, abgerufen am 28. Januar 2023